# Каза Фраскини (Павија)
Каза Фраскини је насеље у Италији у округу Павија, региону Ломбардија.
Према процени из 2011. у насељу је живело 30 становника. Насеље се налази на надморској висини од 192 м.